# Euphellia cinclidifera
Euphellia cinclidifera är en havsanemonart som beskrevs av Ferdinand Albin Pax 1908. Euphellia cinclidifera ingår i släktet Euphellia och familjen Isophelliidae. Inga underarter finns listade i Catalogue of Life.